# Aménagement de la France au XVIIIe siècle
 (avril 2014).
- Si vous ne connaissez pas le sujet, laissez ce bandeau (vous pouvez alors contacter les auteurs).
- Si vous supprimez le contenu mis en cause (vous pouvez préalablement contacter les auteurs),

argumentez précisément cette suppression dans la page de discussion
(un manque de référence n'est pas un argument ; une recherche réelle de référence doit avoir été effectuée, être formellement documentée).
 (décembre 2009).
Si vous disposez d'ouvrages ou d'articles de référence ou si vous connaissez des sites web de qualité traitant du thème abordé ici, merci de compléter l'article en donnant les références utiles à sa vérifiabilité et en les liant à la section « Notes et références ».
L’aménagement du royaume de France au XVIIIe siècle est l'ensemble des politiques menées par la monarchie dans le but d’une meilleure répartition géographique des activités économiques et des transports. Cet aménagement intervient à une époque de croissance démographique où la population passe de 17 millions d’habitants au début du siècle à 27 millions en 1789. Cette poussée démographique crée des besoins nouveaux qui nécessitent de nouvelles infrastructures pouvant assurer le transport des hommes et des marchandises, notamment des céréales. L'aménagement du royaume passe aussi par l'embellissement car la France entre dans une ère de rayonnement culturel, marqué notamment par l'influence des Lumières.
Avec le mouvement des physiocrates, la pensée économique naissante se penche essentiellement sur la puissance agricole, puis commerciale et manufacturière, car seulement 16 % de la population est urbaine en 1725 et cette part n'aura augmenté que d'à peine trois points au début de la Révolution française.

## Les modalités d'aménagement du territoire

### La centralisation
Les prémices de l’aménagement du territoire résident d’abord dans l’organisation d’un espace centralisé.
Cette organisation débute dans la destruction des enceintes médiévales entamée sous Louis XIII, poursuivie sous Louis XIV et dont le mouvement s’accélère au XVIIIe siècle. On démantèle les fortifications des villes de l’intérieur du royaume en même temps qu’on renforce ou développe celles des frontières notamment par crainte des Anglais qui tiennent Gibraltar et Minorque, ou des forces impériales, comme à la citadelle de Montmédy, en Lorraine.
Quand Louis XIV installe la cour à Versailles, il fait émerger une centralisation par la création d'un centre politique unique et sédentaire. Cependant Versailles ne devient officiellement siège du pouvoir qu'en 1682, et ne dépossède pas Paris de son rayonnement.
À cette période, Paris a une influence limitée dans l’organisation du pouvoir monarchique mais son importance ne cesse de croître. Au XVIIIe siècle, elle est la ville la plus peuplée du royaume avec 450 000 habitants. Elle est le siège de plusieurs palais royaux et de toutes les administrations. On peut ainsi prendre l’exemple du réseau routier :

« Quant à l’avancement des routes, je peux annoncer que toutes celles de la première classe, c’est-à-dire qui communiquent de la capitale aux extrémités du royaume sont achevées ; il en est de même pour celles qui, de Paris, aboutissent aux capitales de chaque généralité […] quant à celles de la troisième classe, destinées à lier entre elles les différentes parties de chaque province […] elles ne sont pas très avancées »

— Chaumont de la Millière, ingénieur et directeur de l’École des ponts et chaussées de 1781 à 1792.

### La cartographie
L’École des ponts et chaussées a pour première mission de dresser la carte des routes du royaume qui serviront aux grands travaux d’aménagement. Cet essor de la cartographie permet aussi de créer des atlas et des guides destinés aux voyageurs ; en 1764, Louis-Charles Desnos publie L’indicateur fidèle, composé de cartes itinéraires et horaires de diligences ; quelques années après, Louis Denis, dans Le conducteur français, ajoute à cela des descriptions historiques et topographiques.

### Le financement des travaux
L’ampleur des embellissements contraste avec l’état des finances royales et les moyens de la plupart des villes, nombreux sont donc les intervenants dans le financement des travaux car émerge au XVIIIe une question essentielle : qui doit payer les nouvelles infrastructures ? Cela conduira même à la fin du siècle à une tentative d’introduction de péages routiers.
Les riverains sont dans la plupart des cas contraints à contribuer à l'entretien de la route, et cela depuis les termes de l’édit de décembre 1607 toujours en vigueur au XVIIIe, qui met à la charge des locataires et propriétaires, l’entretien et la réfection du pavé des rues devant leur demeure. Dans la pratique, les dépenses de pavage au XVIIIe sont partiellement et inégalement supportées par les riverains. De plus, la corvée royale est l'obligation de travailler gratuitement à l’entretien du réseau routier ; au printemps et en automne, les paysans valides résidant à proximité des chantiers y travaillent une ou deux semaines.
L'État peut parfois participer au financement en abandonnant temporairement à une ville le produit d’un impôt, en 1755, Louis XV accorde pour 42 ans à la ville de Reims la somme de 15 000 livres. Au contraire l'État peut décider d’une levée d’impôt spéciale en vue de travaux. Le financement royal est tout à fait exceptionnel mais décisif : c’est le roi qui paiera le déblaiement des ruines à Rennes, et il paiera les deux tiers des dépenses pour le palais de justice et les prisons d’Aix-en-Provence. Pour une réalisation, une ville peut aussi être autorisée à contracter un emprunt, ou faire une quête générale dans le royaume.

## Rénovation des voies de transports

### Rénover les routes
Si la voie d’eau est encore à la fin du XVIIe, le principal outil de communication et d’échange, la situation évolue. Un arrêt du Conseil de 1720 imposera de dresser la liste des chemins à rénover. Les intendants jugèrent, dans la majorité des cas, que l’amélioration du réseau routier devait passer par la création de tracés neufs.
De même, en 1738, Philibert Orry, contrôleur général des finances, propose, dans son Mémoire instructif, une hiérarchisation des voies terrestres afin de leur conférer un gabarit propre : avec les grandes routes, les routes de 60 pieds (19,40 m), les grands chemins de 48 pieds (15,50 m), les chemins royaux de 36 pieds (11,60 m) et les chemins de traverse de 30 pieds (9,70 m).
Selon François-Michel Lecreulx, ingénieur et architecte de l’école des ponts et chaussées, de 1716 à 1775, 26 000 km de routes ont été construits.
Jean-Rodolphe Perronet fait le même constat en 1776, élevant à 3 135 lieues, soit 13 932 km, la longueur des nouvelles routes dans les pays d’élection ; il estime qu’il faut doubler ce chiffre à l’échelle du royaume.
L’évolution du réseau au XVIIIe répond à la politique de l'État : la route assure la diffusion de l’information et des biens, la circulation des troupes, et permet l’intégration de régions isolées dans des circuits d’échanges commerciaux régionaux ou nationaux. De plus, l'essentiel des routes converge vers Paris, confirmant le désir de centralisation de la monarchie. Ainsi grâce aux nouvelles routes et à la réfection des anciennes, on note un progrès dans la durée des trajets à travers le royaume, en 1750 il faut encore douze jours pour aller de Paris à Marseille, quinze ans plus tard, pour cette même distante il ne faut plus que huit jours.
Des innovations techniques sont aussi faites dans la construction des routes, en 1755, Pierre Marie Jérôme Trésaguet normalise un procédé de revêtement de routes certes plus grossier, mais plus rapide et surtout moins coûteux que le pavé, dit « l’empierrement » ou « le cailloutis ».
De manière plus anecdotique, on voit aussi apparaître les premières plaques indiquant le nom des rues et en 1779, à l’initiative d’un particulier, on numérote les maisons.

### L'aménagement des voies navigables
À côté du réseau routier, les ingénieurs vont, pendant tout le XVIIIe, multiplier la réalisation des voies navigables car si la route est le principal vecteur de circulation, elle reste longtemps inconfortable, longue et peu sûre.
La fonction principale du canal est l’approvisionnement des villes, notamment des capitales provinciales, lesquelles sont souvent déjà d'importants carrefours pour l'alimentation en bois, en blé ou en vin. On estime environ 7000 km  de voies navigables et 1 000 km la longueur des canaux jusqu'en 1789. Parmi eux le canal de Briare, le canal d'Orléans ou le Canal de Bourgogne. Ce dernier est la principale entreprise du siècle concernant les voies navigables, il permet de relier la Seine à la Saône en assurant ainsi le commerce entre Marseille, Lyon, Dijon, Paris et Rouen. Il avait déjà été étudié par Colbert et Vauban, mais l’ouvrage estimé à sept millions de livres n’est autorisé par édits royaux qu’en 1773 et 1774, son financement étant assuré par le roi et les États de Bourgogne. Néanmoins le chantier ouvert en 1775 sera interrompu pendant la Révolution française, faute de financement.
Des projets de ports de mer et d’arsenaux sont élaborés à l’école nationale des ponts et chaussées depuis 1761, les ports de commerce étaient avant cela rattachés au secrétaire d'État de la Guerre. Au XVIIIe, l’essor des échanges transatlantiques stimule la croissance des grands ports français, jusqu’à présent modeste. Bordeaux notamment se spécialise dans le commerce avec les Antilles (vin et farine contre sucre, café et coton). Ces aménagements se présentent parfois comme des projets monumentaux.

### La construction de ponts
L’ingénieur Émiland Gauthey, dans son Traité des ponts, paru au XIXe, compte 543 ponts de plus de vingt mètres de long, édifiés de 1700 à 1789, dont la majorité sont en pierre, les ponts métalliques restant coûteux. La réalisation de tant de ponts est le résultat d’innovations en matière de construction car avant cette date le royaume ne comptait que 774 ponts. Parmi ces innovations, le surbaissement des arches permet une plus grande portée ou la diminution de l’épaisseur des piles pour offrir un meilleur écoulement de l’eau et éviter ainsi les effets néfastes des crues.
Jean-Rodolphe Perronet est le témoin et surtout l’acteur de nombre de ces réalisations ; parmi ses ouvrages, les deux plus importants sont le pont de Neuilly, avec cinq arches de cent vint pieds d’ouverture, et le pont Louis XVI (pont de la Concorde), un des rares à subsister encore aujourd’hui, achevé au début de la Révolution. D’autres ponts en province illustrent parfaitement cette évolution, par exemple le pont Jacques Gabriel à Blois en 1716, le pont des Belles Fontaines à Juvisy-sur-Orge, le pont de Saumur, réalisé par Jean-Baptiste de Voglie, le pont George-V à Orléans, construit par Jean Hupeau de 1751 à 1760, ou encore le pont Régemortes à Moulins.

## Le désir d'embellir

### La rénovation urbaine
À partir de 1740, sous l’influence de la vulgarisation médicale, beaucoup sont persuadés que l’étroitesse des rues étouffe et emprisonne. Il émerge alors une volonté de rupture avec la ville existante issue de l’époque médiévale, on veut des rues droites et larges pour faciliter la circulation des biens, des hommes et de l’air ; on préserve aussi la salubrité avec des jardins, le pavage ou l'empierrement des rues, on interdit les encorbellements, le XVIIIe voit notamment la création des premiers éléments du réseau des égouts souterrains parisiens, et enfin on rejette hors de la ville ce qui est perçu comme source de pollution (cimetières, hôpitaux, prisons).

### Les ensembles architecturaux

#### Les Écoles
L’École militaire est construite pour assurer la formation de cinq cents cadets sans fortune, les travaux débutent en 1752 et durent vingt ans. L’École militaire est construite par Jacques Ange Gabriel selon la volonté de Louis XV qui voulut récompenser la noblesse d’épée qui avait manifesté sa fidélité à la Monarchie dans la guerre de Succession d'Autriche. Une maison pour l'éducation des jeunes filles est aussi construite en 1772 sur un projet de la reine Marie Leczinska, près de Versailles, l'architecte en étant Richard Mique.

#### Les bâtiments religieux
Le grand chantier de l’Église Sainte Geneviève (futur Panthéon) commence en 1764 sous les ordres de Jacques-Germain Soufflot. L'église est construite sur une promesse de Louis XV lorsque celui-ci était malade. L’église de la Madeleine, dans l’actuel 8e arrondissement de Paris, est entreprise la même année. Toutes deux sont empreintes du style architectural du néoclassicisme.

#### Les bâtiments culturels
La France s’est couverte de théâtres tout au long du siècle : en 1733 à Marseille, à Nancy en 1749, à Caen en 1765, à Rouen en 1774 ou à Nantes en 1788 et avec la construction d'une des plus belles salles d’Europe, le Grand Théâtre de Bordeaux, œuvre de Victor Louis. Pour la seule ville de Paris seront construits une vingtaine de théâtres, le plus célèbre étant sans doute le théâtre de l'Odéon construit en 1782. On construit aussi des opéras, comme l'opéra royal du château de Versailles, par Jacques Ange Gabriel, qui sera terminé en 1770 pour le mariage de Louis XVI avec Marie-Antoinette.

#### Autres
Le mur des Fermiers généraux à Paris, réalisé de 1784 à 1787, est une enceinte à vocation non pas militaire ou défensive mais fiscale : il s'agit de forcer le paiement à la Ferme générale de l'octroi dû sur les marchandises qui entrent dans Paris.
À titre anecdotique enfin, le palais de l'Élysée est construit par l’architecte Armand Claude Mollet, en 1720. La marquise de Pompadour l’acheta en 1753 pour en faire son pied-à-terre parisien. Il devient en 1873 la résidence du président de la République.

### Les jardins
Outre les bâtiments, l’aménagement du territoire passe par la création de jardins. Cette pratique est la réponse à un besoin d’esthétisme, parmi les réalisations les plus remarquables on peut citer les Jardins de la Fontaine à Nîmes ou le jardin du Petit Trianon en 1774 par Richard Mique. On note dans ce domaine une opposition avec les jardins du XVIIe siècle, à l’image de Versailles par André Le Nôtre ; les jardins de l'époque sont plus apparentés aux jardins à l'anglaise. En effet, les ingénieurs des jardins du XVIIIe cherchent à avoir un paysage naturel, et non pas une construction de l’homme comme les jardins à la française.

### Les places royales
La construction de places royales est en plein apogée au XVIIIe. Elles ont une fonction urbaine mais aussi politique car on y place une statue du souverain dans le but d'exalter sa puissance.
On érige des statues à l'effigie de Louis XIV en 1713 à Lyon, en 1719 à Montpellier, en 1726 à Rennes... puis viennent les places consacrées à Louis XV, à Rennes, à Bordeaux…
Parmi les plus célèbres de ces esplanades monumentales, figurent la place de la Bourse à Bordeaux, par Jacques Gabriel, la place Louis XV à Paris, œuvre de Jacques Ange Gabriel, ou la Place royale de Montpellier, actuelle promenade du Peyrou.

### Cartographie

#### Ouvrages
- Josef Konvitz, Cartography in France, 1660-1848: science, engineering and statecraft, Chicago-Londres, 1987.
- Monique Pelletier, Les cartes de Cassini : la science au service de l’État et des régions, Paris, 2002.

#### Articles
- Édouard Lacombe, « Les plans des routes royales dans la Haute-Marche et les pays circonvoisins au XVIIIe siècle », Mémoires de la Société des sciences naturelles et archéologiques de la Creuse, 26, 1935-1937, p. 285-300.
- Marcel Evrard, « Les atlas routiers du XVIIe siècle de la généralité de Picardie », Bulletin trimestriel de la Société des antiquaires de Picardie, Amiens, 1er trim. 1986, p. 162-176.
- Stéphane Blond, « L'atlas des routes royales de Trudaine. La carte, instrument de la politique routière des lumières », Siècles, 25, 2007, p. 66-82 (en ligne).

### Travaux publics

#### Ouvrages
- E. J. M. Vignon, Études historiques sur l’administration des voies publiques en France avant 1790 : tome 1, Paris, Éditions Dunod, 1862 (lire en ligne)
- E. J. M. Vignon, Études historiques sur l’administration des voies publiques en France aux XVIIe et XVIIIe siècles : tome 2, Paris, Éditions Dunod, 1862, 580 p. (lire en ligne)
- Tarbé de Saint-Hardouin, Notices biographiques sur les ingénieurs des Ponts et chaussées, depuis la création du corps, en 1716, jusqu'à nos jours, Paris, Baudry, 1884, 276 p.
- Alphonse Debauve, Les travaux publics et les ingénieurs des ponts et chaussées depuis le XVIIe siècle, Paris, Éditions Dunod, 1893 (lire en ligne)
- P. Boyé, Les travaux publics et le régime des corvées en Lorraine au XVIIIe siècle, Paris-Nancy, 1906.
- Antoine Picon, Architectes et ingénieurs au siècle des Lumières, Marseille, 1988.
- Antoine Picon, L'invention de l'ingénieur moderne. L'École des Ponts et Chaussées (1747-1851), Paris, Presses des Ponts, 1992, 768 p.  (ISBN 2-85978-178-1)
- André Brunot et Roger Coquand, Le corps des ponts et chaussées, Paris, CNRS Éditions, 1982, 915 p. (ISBN 978-2-222-02887-1 et 2-222-02887-6)

#### Articles
- J. Letaconnoux, « Les voies de communication en France, au XVIIIe siècle », in Vierteljahrschrift für Social- und Wirtschaftsgeschichte, vol. 7, 1909.
- J. Letaconnoux, « La construction des grands chemins et le personnel des Ponts et Chaussée de Bretagne au XVIIIe siècle », Annales de Bretagne, 48, 1941, p. 63-113 (en ligne).
- Guy Arbellot, « La grande mutation des routes de France au milieu du XVIIIe siècle », Annales ESC, t. 3, mai-juin 1973, p. 765-791.